# Pegoplata flavitibialis
Pegoplata flavitibialis är en tvåvingeart som beskrevs av Griffiths 1986. Pegoplata flavitibialis ingår i släktet Pegoplata och familjen blomsterflugor. Inga underarter finns listade i Catalogue of Life.